# Will Bakker
Will Bakker (Dordrecht, 7 mei 1944) is een Nederlands grafisch ontwerper en fotograaf.

## Loopbaan
Bakker ging na zijn studie aan de Academie van Beeldende Kunsten en Technische Wetenschappen in Rotterdam in 1967 werken bij de grafische afdeling van de NTS. Hij ontwierp onder meer een logo van het NOS journaal en Mies en scène van Mies Bouwman. Later maakte hij ook leaders voor Het Klokhuis en Studio Sport. Ook ontwierp hij een poster van De Mannetjesmaker en maakte hij illustraties voor de VPRO-gids en de lp-hoes van Kinderen voor Kinderen 4. In de jaren negentig was hij werkzaam als docent aan de Academie voor Beeldende Kunsten in Arnhem. Momenteel werkt hij als fotograaf.

## Tv-programma's
- (1967) Mies en scène
- (1968) Wat doe ik voor de kost
- (1969) Puntje, puntje, puntje
- (1969) De mens en z'n toekomst
- (1971) Hoffmans vertellingen
- (1972) Popzien
- (1973) Nederpopzien
- (1980) NOS journaal
- (1980) Studio Sport
- (1981) De verbeelding
- (1983) Kinderen voor Kinderen
- (1983) De Mannetjesmaker
- (1983) Omnibus
- (1988) Nederland 3
- (1990) Het Klokhuis
- (1994) NPS huistijl